# Sebastian Barr
Sebastian Michael Barr ist ein US-amerikanischer Schauspieler und Musiker.

## Leben
Barr ist der Bruder der Sängerin und Schauspielerin Stefania Barr und des Filmeditors Jean-Christian Barr. Gemeinsam mit seinen Geschwistern spielt er in der Indie Alternative Pop-Punk Band Shrink the Giant, in der er die Violine, Ukulele und Schlag- und Effektinstrumente spielt. Er hat einen Bachelor-Abschluss in Digital Cinema.
Sein Filmschauspieldebüt gab Barr 2009 als Kinderdarsteller im Kurzfilm Fifty Cents. Dieser wurde am 23. Januar 2009 auf dem LDS Film Festival gezeigt. 2013 stellte er im Horrorfilm Haunt – Das Böse erwacht die Rolle des Matthew Morello dar. 2014 war er im Fantasy-Abenteuerfilm Mythica – Weg der Gefährten in der Rolle des Egan zu sehen. Nach mehrjähriger Auszeit vom Filmschauspiel wirkte er 2022 in einer Episode der Fernsehserie Alien Abductions with Abby Hornacek mit. 2024 spielte er eine größere Rolle im Historienfilm Escape from Germany. Der Film erschien am 11. April 2024 in den US-amerikanischen Kinos.

## Filmografie (Auswahl)
- 2009: Fifty Cents (Kurzfilm)
- 2009: Once Upon a Summer
- 2010: Unpleasantville (Kurzfilm)
- 2010: The Assignment
- 2011: The Wayshower
- 2011: Monstrosity (Kurzfilm)
- 2013: Haunt – Das Böse erwacht (Haunt)
- 2014: Scavenger Hunt (Kurzfilm)
- 2014: Mythica – Weg der Gefährten (Mythica: A Quest for Heroes)
- 2022: Alien Abductions with Abby Hornacek (Fernsehserie, Episode 1x03)
- 2024: Escape from Germany

## Diskografie
Mit Shrink the Giant
Singles
- 2016: Fast and Far
- 2025: Tick Talk

Alben
- 2012: Shrink the Giant
- 2014: Faceless

EPs
- 2022: Peace on Earth